# 天南星目

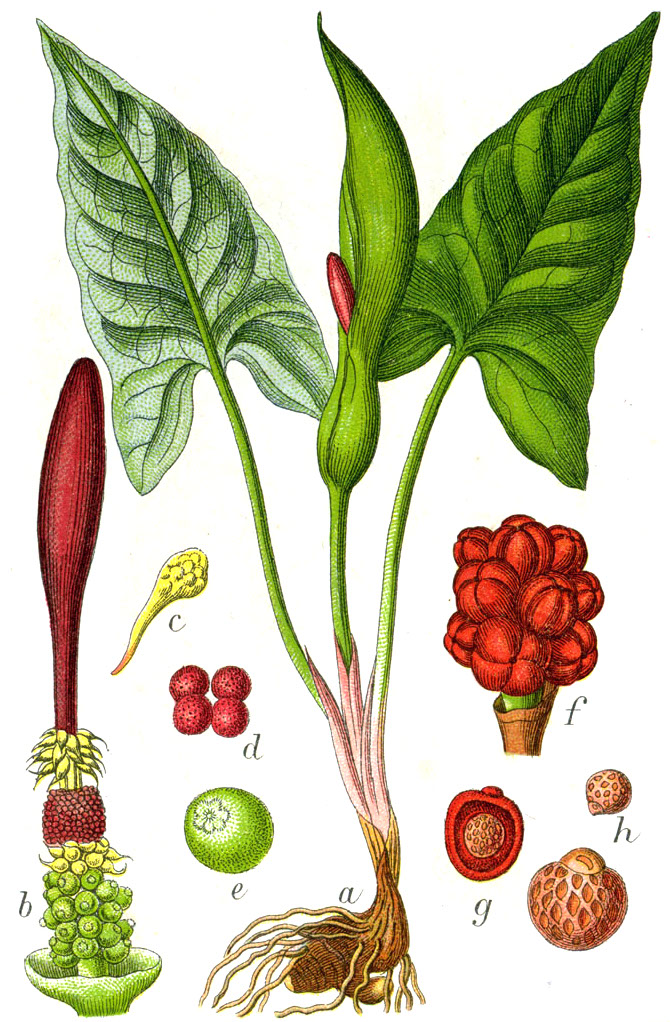
斑葉疆南星，曾是天南星目下的一種

天南星目（学名：Arales）是單子葉植物的一個目，這個目現在已經合併到澤瀉目內。
天南星目只有二科：
- 天南星科 Araceae
- 浮萍科 Lemnaceae

浮萍科現在已經合併到天南星科內。
舊分類系統克朗奎斯特分类法曾經將菖蒲科歸類為天南星目下的一科，而新分類系統APG II 分类法將菖蒲科分類為菖蒲目的一科。
天南星目是澤瀉目的姊妹群，現在已經全部併入澤瀉目禸。天南星目原來的二科，天南星科與浮萍科合併為一科（天南星科），新的天南星科則分類為澤瀉目下的一科。